# Yves Delage
Pour les articles homonymes, voir Delage.
Yves Marie Delage, né le 13 mai 1854 à Avignon et mort le 7 octobre 1920 à Sceaux, est un zoologiste français.

## Biographie
Son père est fonctionnaire, Delage est le cadet d’une fratrie de cinq enfants. Il étudie à Châtellerault où il obtient son baccalauréat de sciences (1871) et de lettres (1872). Il poursuit ses études à Poitiers puis à Paris. En 1875, il se marie avec Louise Lebrun, fille d’un capitaine en retraite, et dont il aura deux enfants (Valentine et Abel). Il reçoit sa licence de sciences naturelles (1878), un doctorat de médecine (1880) et de sciences (1881). Il est préparateur au laboratoire de zoologie de l’École pratique des hautes études en 1878. Il est nommé préparateur à la Station biologique de Roscoff, chargé de conférences à la faculté des sciences de Paris en 1881, et, l’année suivante, maître de conférences.
En 1883, il est chargé de conférences à la faculté des sciences de Caen et dirige la station zoologique de Luc-sur-Mer. L'échouage d'une baleine à cet endroit (janvier 1885) lui donne l'occasion de l'étudier et d'en assurer la conservation. Il revient à Paris la même année et est chargé de cours à la faculté des sciences, puis, l’année suivante, est professeur titulaire. Il dirige également le laboratoire de recherche en zoologie expérimentale (1889). En 1901, il dirige la Station biologique de Roscoff. En 1902, Delage prend part à un débat sur le Suaire de Turin auprès de l'Académie de sciences à Paris, lors duquel il argumente en faveur de son authenticité, estimant la probabilité qu'il en soit autrement à 1 sur 10 milliards.
Delage crée et dirige la revue L’Année biologique en 1895, il devient membre de l’Académie des sciences en 1901 et reçoit la médaille Darwin en 1916. Il préside la Société zoologique de France en 1900 et est membre de diverses sociétés savantes. Il est fait officier de la Légion d'honneur et reçoit un titre de docteur honoris causa des universités de Cracovie, d’Aberdeen et de Genève. Ses confrères de l'Académie des sciences lui décernent en hommage posthume le prix Jean Reynaud en 1921.
Il est l’auteur de nombreuses publications dont L’Appareil circulatoire des crustacés édriophalmes (1881), Évolution de la sacculine (1884), Fonction des canaux demi-circulaires et otocystes des invertébrés (1887), Embryogénie des éponges (1892), L’Hérédité et les grands problèmes de la biologie générale (1895), Traité de zoologie concrète (six volumes, 1896-1903), Les Théories de l’évolution (1909) et La Parthénogénèse naturelle et expérimentale (1913). Sous le pseudonyme de T. Henvic, il fait paraître des poèmes et des nouvelles psychanalytiques.

## Ouvrages
- L’Appareil circulatoire des crustacés édriophalmes (1881)
- Contribution à l'étude de l'appareil circulatoire des crustacés édriophthalmes marins (1881)
- Évolution de la sacculine (1884)
- Sur le système nerveux et sur quelques autres points de l'organisation du Peltogaster (1886)
- Embryogénie des éponges (1892)
- Faune de Cynthiadées de Roscoff et des côtes de Bretagne (1893)
- L’Hérédité et les grands problèmes de la biologie générale (1895)
- La structure du protoplasma et les théories sur l'hérédité et les grands problèmes de la biologie générale, Paris, Reinwald (1895)
- Traité de zoologie concrète (six volumes, 1896-1903)
- Notice sur les travaux scientifiques d'Yves Delage, Paris, Firmin-Didot (1900)
- La Nature des images hypnagogiques et le rôle des lueurs entoptiques dans le rêve (1903)
- Les Problèmes de la biologie, conférence faite à l'Institut général psychologique, le 10 avril 1905, Paris (1905)
- Inauguration du monument élevé à Lamarck au Muséum d'histoire naturelle, discours d'Edmond Perrier, Léon Guignard et Yves Delage, Paris, Gauthier-Villars (1909)
- Les Théories de l’évolution, avec Marie Goldsmith, Flammarion, Bibliothèque de philosophie scientifique (1909)[3], (1916)[4].
- Comment pensent les bêtes (1911)
- La Question du goémon de fond, Monaco (1913)
- La Parthénogénèse naturelle et expérimentale (1913), avec Marie Goldsmith, secrétaire de L'Année biologique, chez Ernest Flammarion, Bibliothèque de philosophie scientifique, 342 pages[5].
- Le Mendélisme et le mécanisme cytologique de l'hérédité (1919)
- Sur la nature du comique (1919)
- Le Rêve (1920)[6]

## Source
- Christophe Charle et Eva Telkes, Les Professeurs de la Faculté des sciences de Paris : dictionnaire biographique (1901-1939), Institut national de recherche pédagogique (Paris) et CNRS Éditions, coll. « Histoire biographique de l’enseignement », 1989, 270 p.  (ISBN 2-222-04336-0)